# Richard Merländer
Richard Merländer (* 20. Dezember 1874 in Mülheim an der Ruhr; † September 1942 in Treblinka) war Mitinhaber der Seiden- und Samtwarengroßhandlung Merländer, Strauß & Co in Krefeld und wurde als Jude ein Opfer der Shoa.

## Leben

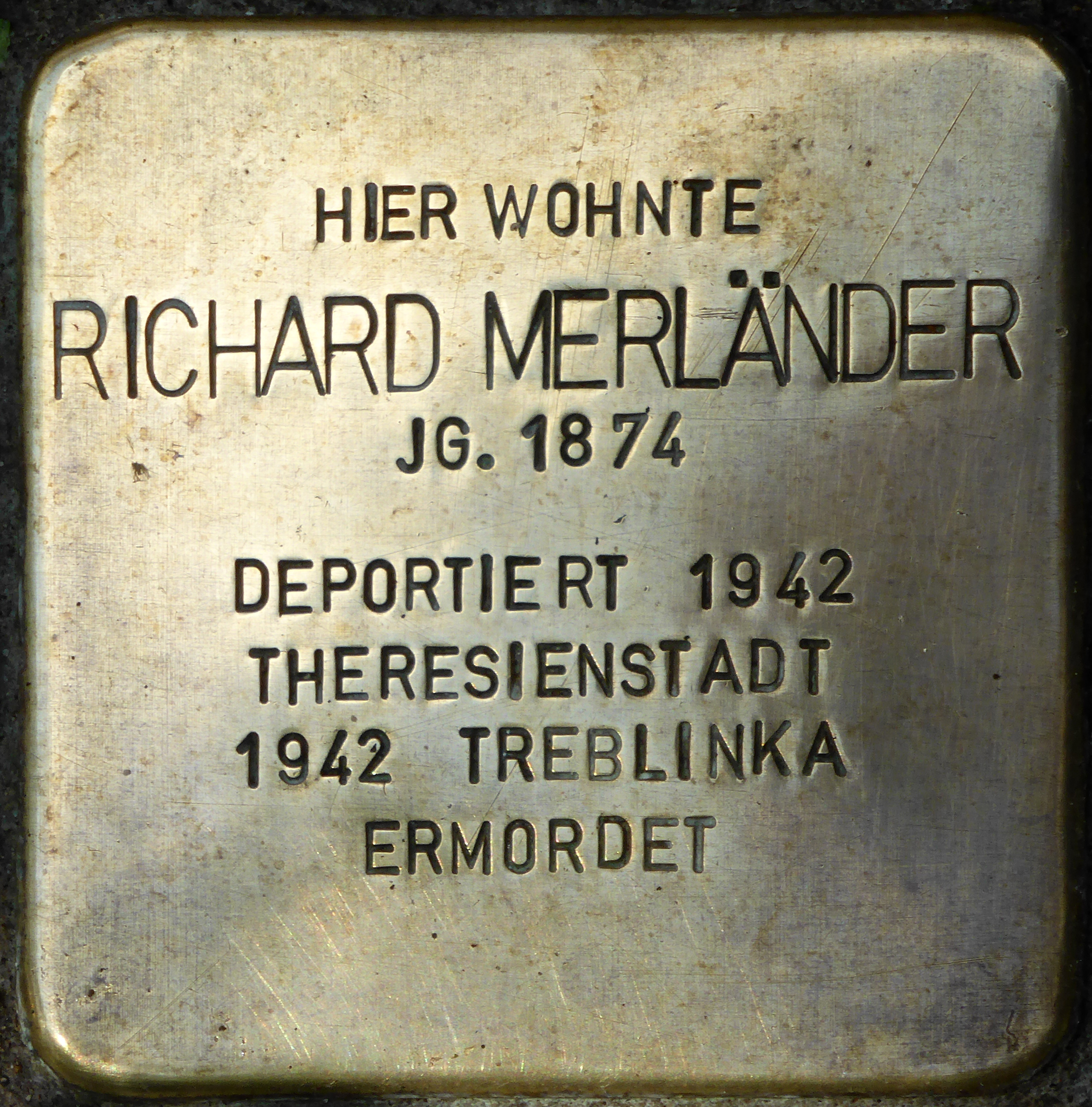
Stolpersteine für Richard Merländer vor der Villa Merländer.

Richard Merländer wurde als Sohn des Kaufmanns Bendix Merländer (1833–1897) und seiner Frau Johanne Levy (1834–1911) in Mülheim an der Ruhr geboren. Richard Merländer hatte zwei Schwestern (Charlotte, geb. 1866 und Helene, geb. 1869) und zwei Brüder (Samuel (später umbenannt in Karl), geb. 1867 und Max, geb. 1871). Die Eltern führten dort zunächst eine Kurzwarenhandlung, später ein Geschäft für Damenkonfektionsware. Richard Merländer ergriff wie sein Vater den Beruf des Kaufmanns und gründete 1904 gemeinsam mit Siegfried Strauß und Hermann Heymann die Samt- und Seidenstoffgroßhandlung Merländer, Strauß & Co. 1905 zog er von Mülheim nach Krefeld.
Das Unternehmen kaufte Seidenstoffe, die es mit selbstentworfenen Mustern bedrucken ließ. Daneben wurden handbemalte Einzelstücke hergestellt. Man stellte Musterkollektionen zusammen, die an Kleiderhersteller und Modehäuser – überwiegend im Rheinland – verkauft wurden. Mitte der 1930er Jahre wies das Unternehmen einen Jahresumsatz von rund drei Millionen Reichsmark aus und beschäftigte zeitweise bis zu 50 Angestellte.
Zwischen 1924 und 1925 ließ sich Merländer die „Villa Merländer“ als sein privates Wohnhaus an der Friedrich-Ebert-Straße in Krefeld erbauen. Einen Raum des neuen Hauses ließ sich Merländer vom Krefelder Künstler Heinrich Campendonk mit Wandgemälden verzieren. Weil Richard Merländer homosexuell und jüdischer Abstammung war, wurde er nach 1933 von Nationalsozialisten verfolgt. Wer als Jude galt, war ab September 1935 in den Nürnberger Gesetzen festgelegt.
Auch Campendonk hatte Repressalien zu erleiden, da seine Kunst von den Nazis als „entartet“ eingestuft wurde. Merländer ließ, um weiteren Druck von sich zu nehmen bzw. um weiterem Ärger zu entgehen, die Wandgemälde übermalen.
1938 musste er seine Firma aufgeben; sein Vermögen wurde beschlagnahmt. Das Deutsche Reich bzw. das NS-Regime auferlegten Juden diverse Steuern und Sonderabgaben (z. B. Judenvermögensabgabe nach dem Novemberpogrom 1938) auch mit dem Ziel, Juden zum Verkauf von Wertgegenständen weit unter Wert zu nötigen oder zu zwingen. Auch Merländer musste schließlich sein Haus verkaufen, doch auch über den Erlös daraus konnte er nicht frei verfügen. 1941 musste er deshalb in das „Judenhaus“ Bismarckstraße 118 und am 23. Juli 1942 in ein Zimmer in der Pension in der Hubertusstraße 68 ziehen. Von dieser Adresse ist ein letzter Brief von Richard Merländer an seinen Lebensgefährten Ludwig Hagemes in Berlin erhalten. Am 25. Juli 1942 wurde er in das KZ Theresienstadt deportiert und im September 1942 im Vernichtungslager Treblinka ermordet. Mit Beschluss des Amtsgerichts Krefeld vom 11. Dezember 1950 wurde Richard Merländer zum 8. Mai 1945 für tot erklärt.